# Sant'Omero (Italia)
Sant'Omero è un comune italiano di 5 161 abitanti della provincia di Teramo in Abruzzo, facente parte della unione dei comuni Città Territorio-Val Vibrata.

## Geografia fisica
La cittadina è situata in cima ad una collina a 209 metri s.l.m. a cavallo dei fiumi Vibrata e Salinello a circa 14 chilometri di distanza dall'uscita autostradale Val Vibrata.
Comprende le frazioni di Garrufo, Poggio Morello e Villa Ricci.
Ad una decina di chilometri di distanza vi è il mare Adriatico, oltre il quale quando l'aria è chiara si vedono i monti Albi della catena montuosa del litorale dalmata. In direzione nord è visibile il monte Conero che si perde nelle acque, e verso sud-est, il Gargano.
Il territorio di Sant'Omero è situato nella Val Vibrata. Confina a nord con i comuni di Torano Nuovo, Nereto, Corropoli e Tortoreto, ad est sempre con Tortoreto, a sud con i comuni di Bellante e Mosciano Sant'Angelo e ad ovest con i comuni di Sant'Egidio alla Vibrata, Civitella del Tronto e Campli.
Nella classificazione sismica della protezione civile è identificato come Zona 3, cioè zona a sismicità bassa, mentre nella classificazione climatica è contrassegnato come Zona D.

## Storia
In epoca romana il territorio ebbe un periodo di grande floridezza grazie all'insediamento di varie famiglie nobili, con l'edificazione di due grossi agglomerati: Castrum Rufi (i cui resti sono ancora oggi visibili) con i possedimenti di Lucio Tario Rufo da cui deriva il toponimo dell'attuale frazione di Garrufo e Vicus Stramentarius. Fortificata alla caduta dell'Impero Romano, dal 1154 fu feudo di Gualtiero di Rinaldo e possedimento degli Acquaviva di Atri dal 1382 al 1639.
Antonio Acquaviva ne ereditò il feudo dal padre Rinaldo e portò a compimento la strategia di aggregazione dei beni feudali della famiglia apportando ai feudi di Sant'Omero, San Flaviano, Musianum e Bellante di parte materna, quelli di Atri, Montepagano, Morro, Terra Cordesca ed Atri. Tra le teorie delle origini della famiglia Acquaviva, infatti, Sant'Omero risulta avere una notevole importanza. Alcuni storici attribuiscono ad una frazione Acquaviva di Sant'Omero, abitata nell'alto medioevo, le origini della famiglia. Tale teoria è corroborata dal fatto che parti di Sant'Omero figurano possessi di membri della famiglia Acquaviva già nella Rassegna Feudale Normanna e confermata da quella angioina del 1279. Le altre due teorie delle origini della famiglia Acquaviva si rifanno alle frazioni di Acquaviva di Atri e ad Acquaviva tra i possedimenti della famiglia Pagliara o Palleara di Isola e della Valle Siciliana. A Sant'Omero come in tutti i feudi gli Acquaviva organizzarono le difese con cinta murarie imponenti ed il castello, che divenne anche luogo di residenza della famiglia nei periodi in cui questi si recavano nei possedimenti tra il fiume Salinello e Vibrata. Il castello fu poi ristrutturato in epoca rinascimentale e divenne residenza dei Mendoza, dopo che i Marchesi della Valle Siciliana furono nominati governatori d'Abruzzo Ultra, anche grazie alla volontà degli Acquaviva, dal Viceré spagnolo di Napoli. Fin dai primi decenni del ‘500, come premio dell’imperatore Carlo V a Hernando de Alarcón per essere riuscito a prendere prigioniero il re di Francia Francesco I, la famiglia deteneva il marchesato della Valle Siciliana, ovvero l'alta valle del fiume Mavone, che va dalle pendici del Gran Sasso alla media e bassa collina del teramano. 
Nel 1623, l’allora marchese Ferdinando Francesco de Alarcón y Mendoza assegnò ad Alvaro, figlio cadetto destinato alla carriera ecclesiastica, la titolarità dei beni ecclesiastici della Valle Siciliana. Don Alvaro si trasferì così da Napoli e risiedette stabilmente a Tossicia per sedici anni, gestendo le attività economiche del marchesato. Il 6 aprile 1639, Don Alvaro acquistò i feudi di Sant’Omero e Poggio Morello per la somma di 24.000 ducati da Francesco Filomarino, figlio di Dorotea Acquaviva e trasferì la propria residenza a Sant’Omero e le sue attività economiche in Val Vibrata e Val Salinello. 
Mediante un'oculata amministrazione del patrimonio, riuscì a conservare e ad accrescere il suo possesso attraverso l’acquisto del feudo di Canzano nel 1651 e di altre proprietà di natura non feudale come masserie, mulini e terreni nell’intera Val Vibrata, acquistando le proprietà che erano degli Acquaviva e che questi, vista la loro espansione a Roma e presso la corona a Napoli, andavano via via cedendo in suffeudi. Con l'estinzione della famiglia Acquaviva d'Atri nel 1760 e con quella dei Mendoza, i territori di Sant'Omero passarono sotto la gestione di Gianberardino Delfico che era Governatore degli Stati Allodiali d'Atri, dipendenti dalla Regia Camera della Sommaria e quindi direttamente dalla Corona di Napoli. Fino al 1860 era quindi parte integrante del territorio del Regno delle Due Sicilie, per passare poi al Regno d'Italia. Nel centro storico di Sant'Omero si stagliano resti del borgo medievale e del castello medievale, che necessitano di ristrutturazione. Arroccato come molti altri centri abruzzesi attorno al castello, immediatamente fuori dal borgo medievale si trova una villa del periodo settecentesco, ristrutturata a fine Ottocento con un imponente giardino, oggi abbandonata.
Nel centro abitato si segnala la chiesa barocca di Sant'Antonio Abate.

## Monumenti e luoghi d'interesse

### Architetture religiose
- Chiesa di Santa Maria a Vico, edificio religioso con caratteristiche paleocristiane e preromaniche, risalente al X secolo è ritenuta dall'archeologo teramano Francesco Savini come la più antica d'Abruzzo. È stata inclusa nel 1902 nell'elenco dei Monumenti nazionali italiani,[6][7] Risulta essere il più integro tra i monumenti della regione, anteriori al Mille; secondo recenti ricerche, sorgerebbe su un tempio dedicato a Ercole. La pianta è quella tipica della basilica, l'interno è diviso in tre navate, mostra pilastri dalla forma tozza e rudimentali capitelli e conserva un'iscrizione romana relativa ad un tempio di Ercole.

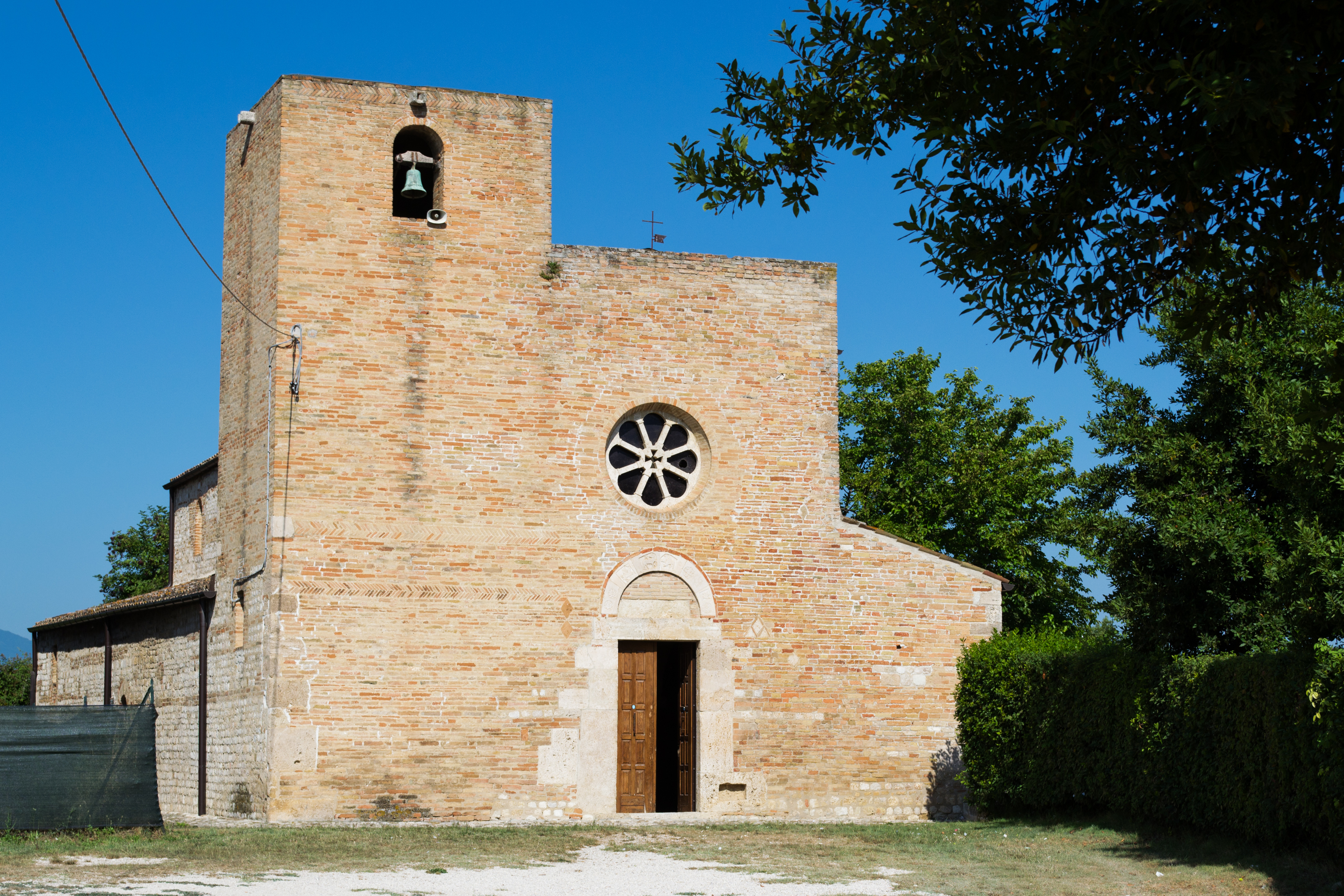
Chiesa di Santa Maria a Vico.
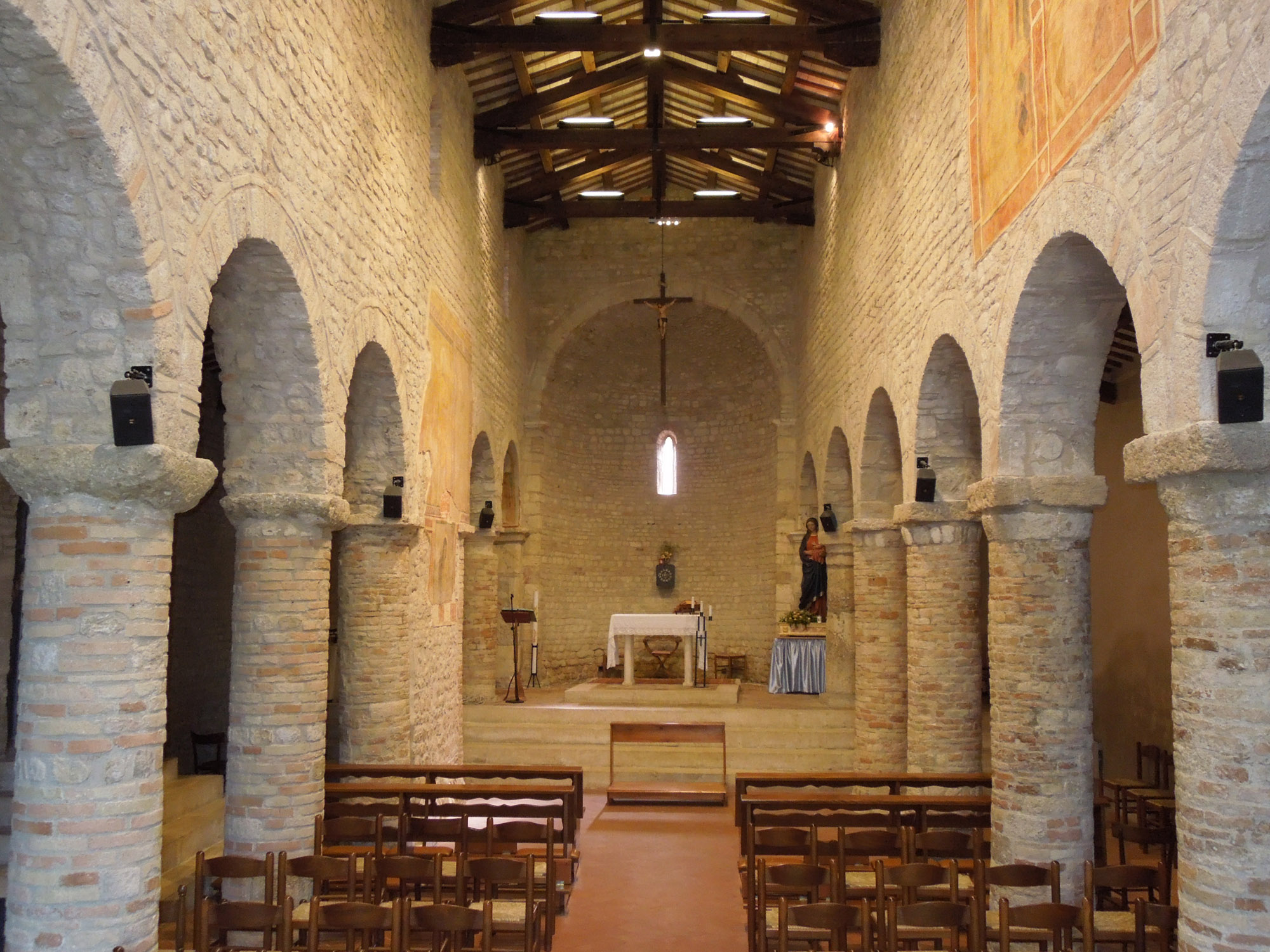
Aula liturgica.
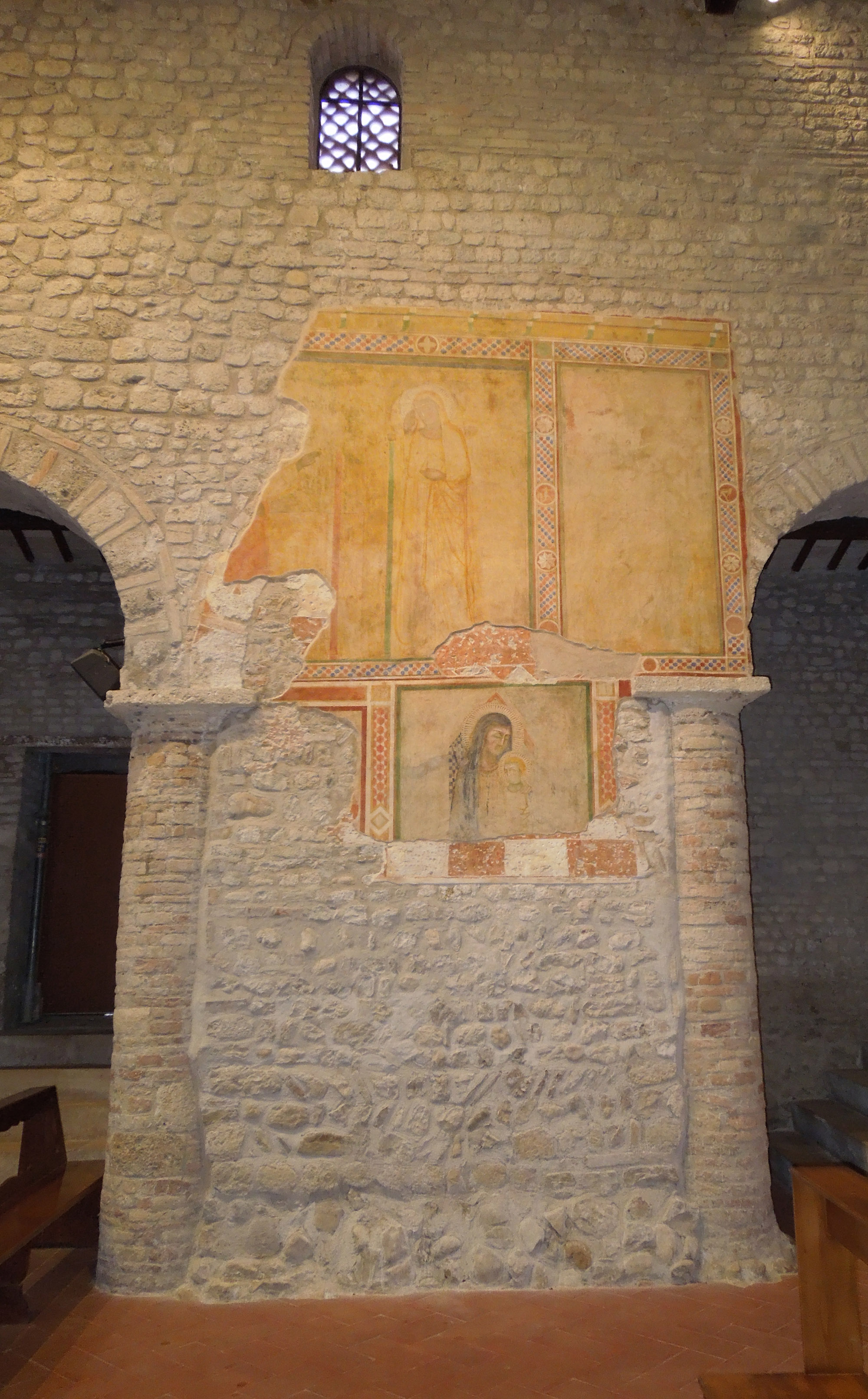
Madonna in trono col Bambino ed Annunciazione.
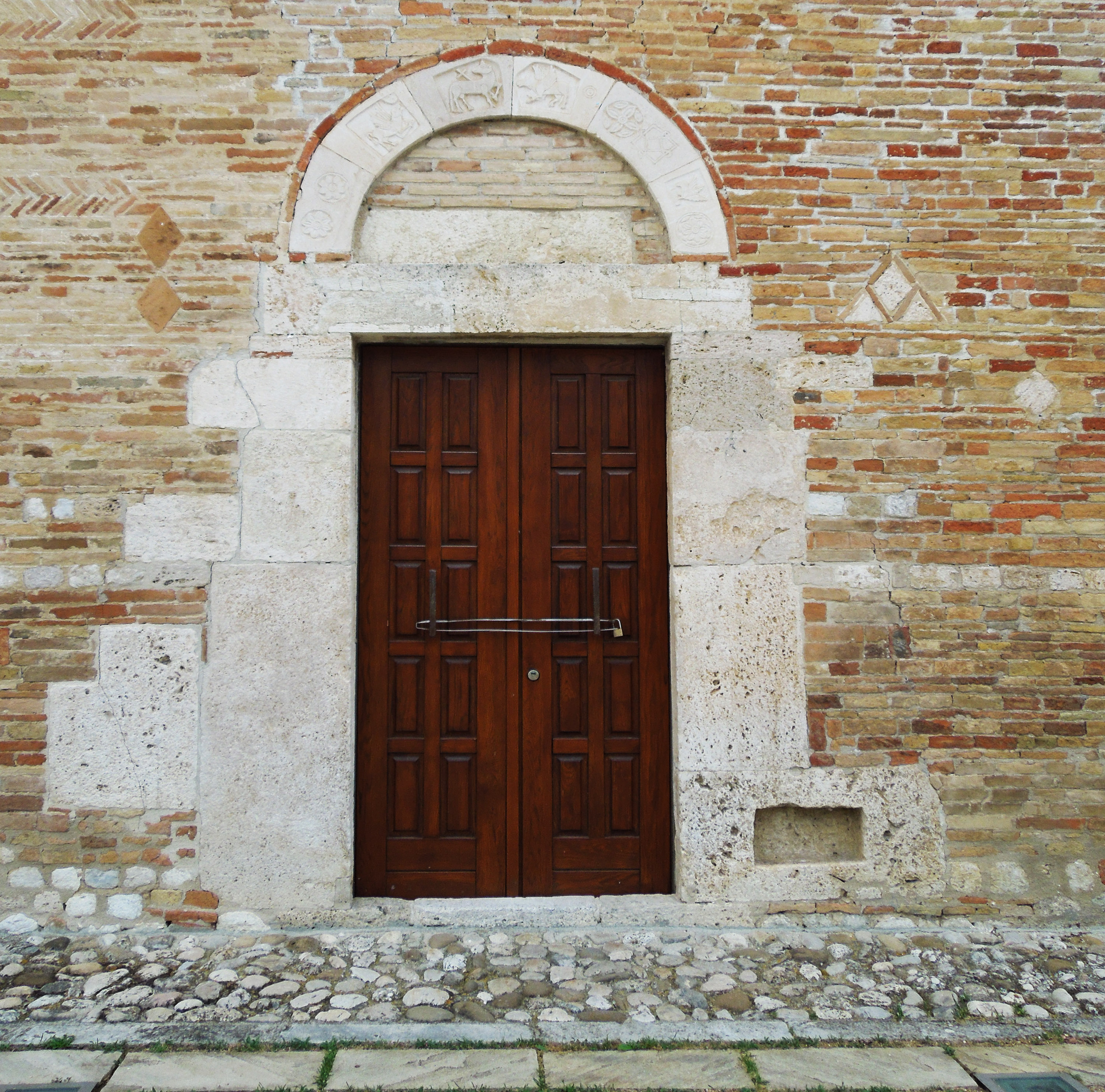
Portale d'ingresso.
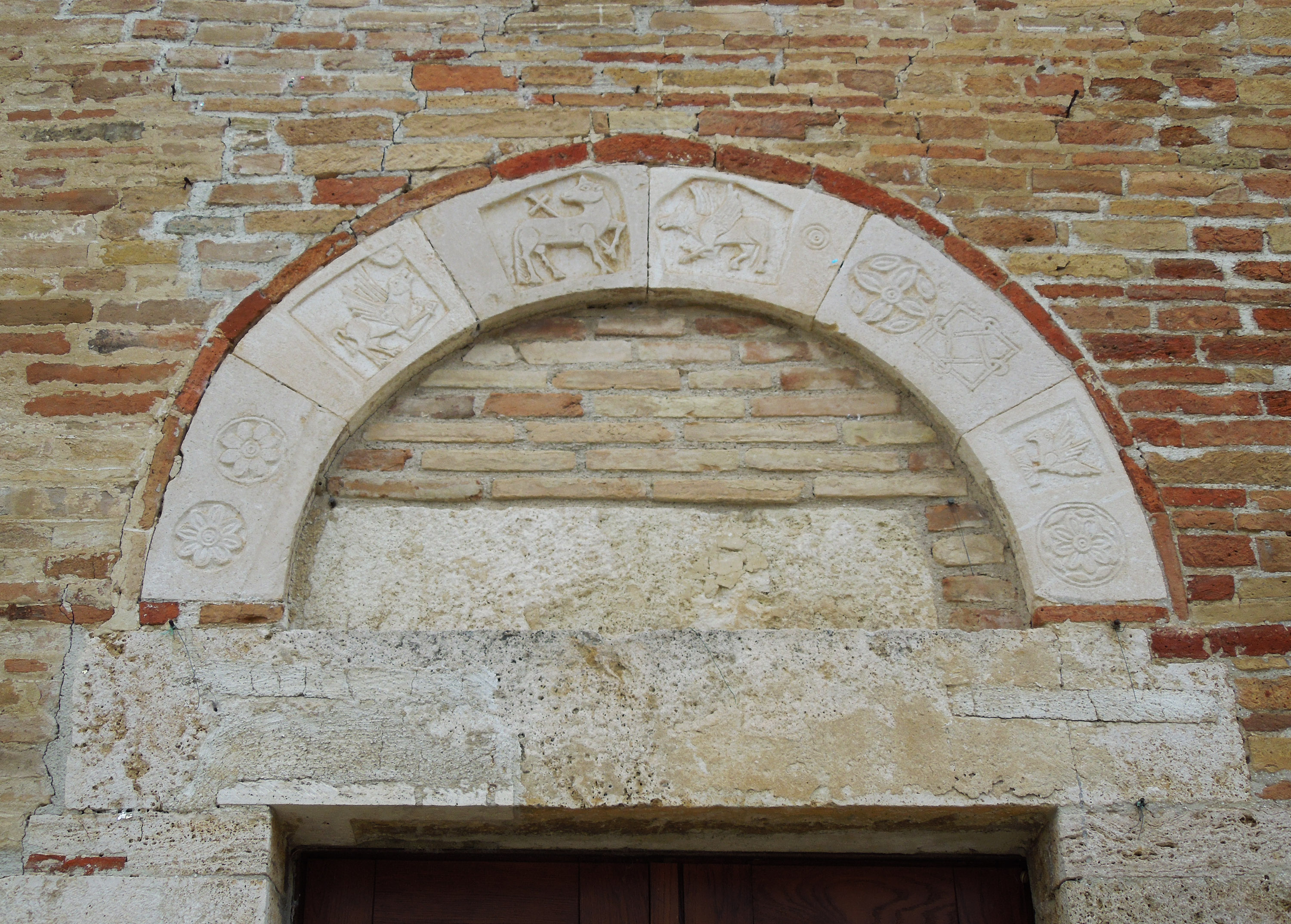
Archivolto del portale.

- Chiesa della Santissima Annunziata
- Chiesa di Sant'Angelo Abbamano
- Chiesa di Santa Lucia
- Chiesa dell'Immacolata Concezione

### Architetture civili

#### Il cippo miliario di Vallorina
Nel 1823 fu rinvenuto, in località Vallorina di Sant'Omero, un cippo miliario. 
Lo storico Niccola Palma fu tra i primi ad ipotizzare che la pietra fosse una prova che ivi avesse sede l'antico tracciato della Salaria, al quale attribuì il nome di Via Metella.

Il miglio 119 da Roma inciso sul cippo indicava che la via collegava l'Adriatico alla capitale dell'impero romano, percorrendo la Val Vibrata per poi penetrare nelle Gole del Salinello e scavalcare le montagne della Laga toccando anche l'attuale abitato di Amatrice.

Da un articolo di Giammario Sgattoni apprendiamo che nel 1993 il cippo era conservato nella casa degli eredi del dottor Luigi Tanzj.

#### Le tipiche case di terra
Sono caratteristiche della Val Vibrata le numerose case di terra. Nel comune di Sant'Omero se ne possono osservare numerose nell'itinerario turistico (per trekking, mountain bike e cavallo) denominato Via delle Pinciare.

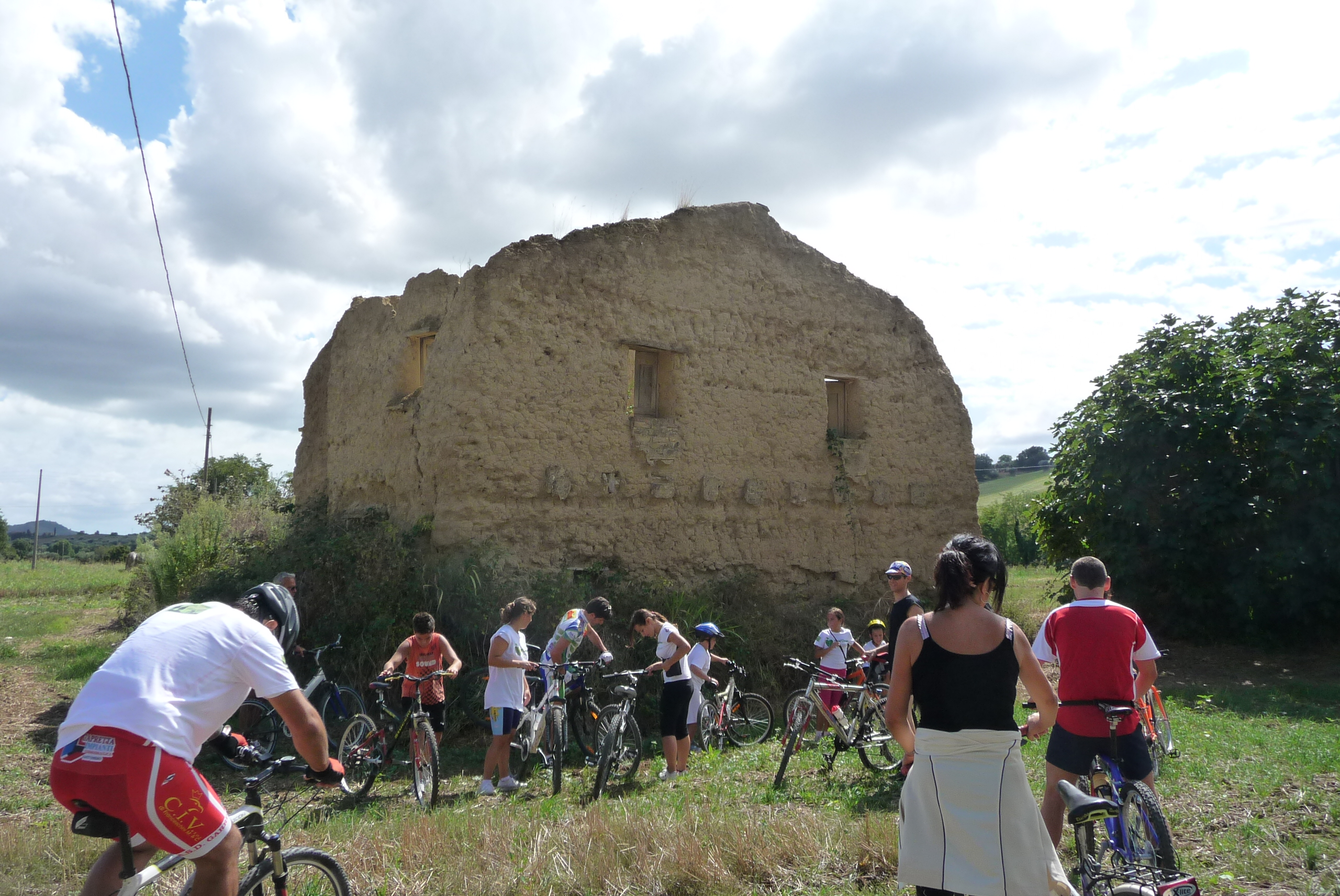
Una casa di terra a due piani, sita nel comune di Sant'Omero

## Società

### Evoluzione demografica
Abitanti censiti

## Economia

### Artigianato
Tra le attività economiche più tradizionali, diffuse e attive vi sono quelle artigianali, come l'arte del merletto e del tombolo.

## Amministrazione
| Periodo          | Periodo        | Primo cittadino    | Partito                                                              | Carica      | Note          |
| ---------------- | -------------- | ------------------ | -------------------------------------------------------------------- | ----------- | ------------- |
| 21 novembre 1993 | 5 gennaio 1995 | Maurizio D'Ubaldo  | Lista civica                                                         | Sindaco     | [ 12 ]        |
| 6 gennaio 1995   | 22 aprile 1995 | Francesca Cucca    | Lista civica                                                         | Vicesindaco | [ 13 ]        |
| 23 aprile 1995   | 13 giugno 2004 | Claudio De Donatis | Lista civica di Centro-sinistra (1995-1999) Lista civica (1999-2004) | Sindaco     | [ 14 ] [ 15 ] |
| 14 giugno 2004   | 7 giugno 2009  | Ernano Fucilitti   | Lista civica                                                         | Sindaco     | [ 16 ]        |
| 8 giugno 2009    | 25 maggio 2014 | Alberto Pompizi    | Lista civica Impegno per Sant'Omero                                  | Sindaco     | [ 17 ]        |
| 26 maggio 2014   | in carica      | Andrea Luzii       | Lista civica Sant'Omero che vogliamo                                 | Sindaco     | [ 1 ] [ 2 ]   |